# Джоузеф Уокър
Джоузеф Ръдърфорд Уокър (на английски: Joseph Rutherford Walker) е американски пътешественик-изследовател, опитен скаут.

## Ранни години (1798 – 1830)
Роден е на 13 декември 1798 година в Роуан Каунти, щата Тенеси, САЩ, четвърто от седемте деца в семейството на Джоузеф Уокър и Сюзън Уилис. През 1819 семейството се премества в Мисури. През 1820 г. се присъединява към незаконна ловна експедиция в контролирана от Мексико територия. Арестуван е от мексиканските власти и за кратко време е задържан в Санта Фе. Завръща се в Мисури и през 1827 е назначен за шериф на окръг Джаксън.

## Изследователска дейност (1830 – 1835)
През 1830 Уокър кара коне към Форт Гибсън в Оклахома, където среща Бенджамин Бонвил. Уокър искал да изследва американската граница, но Бонвил му предлага възможност да се присъедини към неговата експедиция. През май 1832 Уокър, заедно с Бонвил и 110 души, напускат Сейнт Луис, изкачват се по река Мисури до Форт Осейдж, а след това по река Плат достигат до днешния щат Уайоминг.
След зимуване в района на Йелоустоун, през пролетта на 1833, след като изследва река Снейк, Бонвил разделя експедицията на два отряда като единия ръководи самия той, а другия е поверен на Джоузеф Уокър, който извършва значителни открития в днешните щати Юта и Невада. На запад от Голямото Солено езеро Уокър завършва откриването на река Огден (Хумболд, 560 км) и река Севир, като проследява целите им течения и установява, че се губят в солончаци. (По-късно по долината на река Огден е построена първата Трансамериканска жп линия). На юг от солончаците открива езерото Уокър, вливащата се в него река Уокър и групата солени езера Мад, Пирамид и Уинемак, разположени на запад от долното течение на река Огден. Изяснява наличието на огромната безотточна област Голям басейн.

## Следващи години (1836 – 1876)
През 1862 – 1863, вече доста възрастен Уокър открива златни находища около днешния град Прескот в Аризона. През 1867 се заселва в калифорнийско ранчо в Уолнът Крийк. Почти сляп умира в дома си в на 27 октомври 1876 година на 77-годишна възраст.

## Памет
Неговото име носят:
- езеро Уокър (38°42′ с. ш. 118°44′ з. д. / 38.7° с. ш. 118.733333° з. д.), в щата Невада, САЩ;
- проход Уокър (35°40′ с. ш. 118°02′ з. д. / 35.666667° с. ш. 118.033333° з. д.), в Скалистите планини, щата Калифорния, САЩ;
- река Уокър (устие, 38°49′ с. ш. 118°45′ з. д. / 38.816667° с. ш. 118.75° з. д.), в щата Невада, вливаща се от север в езерото Уокър, САЩ.